# Котов, Евгений Петрович
Евгений Петрович Котов (1923—1943) — стрелок 130-го гвардейского стрелкового полка 44-й гвардейской стрелковой дивизии 1-й гвардейской армии Юго-Западного фронта, гвардии красноармеец. Герой Советского Союза.

## Биография
Родился 21 февраля 1923 года в городе Детское Село. Русский.
Окончил 7 классов общеобразовательной школы № 406 (город Детское Село, ныне город Пушкин). Работал на Пушкинском машиностроительном заводе (в довоенные годы — завод дорожных машин) учеником токаря, затем токарем-универсалом.
Вскоре после начала Великой Отечественной войны завод был эвакуирован в Ленинград, где Евгений Котов вместе с товарищами по цеху в тяжёлые блокадные дни работал для фронта.
В начале 1942 года Котов ушёл добровольцем на фронт. В составе лыжного батальона сражался на одном из южных участков Ленинградского фронта, был ранен. Зиму 1942—1943 годов красноармеец Котов встретил на Юго-Западном фронте в составе 44-й гвардейской Краснознаменной стрелковой дивизии.
Стрелок 130-го гвардейского стрелкового полка гвардии рядовой Евгений Котов 15 января 1943 года у станции Красновка (Тарасовский район Ростовской области) в составе группы из 13 человек ворвался на окраину укреплённого пристанционного посёлка Донской. Из захваченных 3 домов бойцы отразили многочисленные атаки превосходящих сил противника и продолжали вести огонь даже тогда, когда гитлеровцы подожгли дома. В этом бою погиб.
Похоронен в братской могиле на станции Красновка.
Указом Президиума Верховного Совета СССР «О присвоении звания Героя Советского Союза начальствующему и рядовому составу Красной Армии» от 31 марта 1943 года за «образцовое выполнение боевых заданий командования на фронте борьбы с немецкими захватчиками и проявленные при этом отвагу и геройство» удостоен посмертно звания Героя Советского Союза.

## Память
- У перрона станции Красновка установлен памятник 13 Героям.
- В Москве в Центральном музее Вооруженных Сил оборудован стенд «Тринадцать Героев Красновки»[2].
- В городе Пушкин на доме № 19 по улице Новодеревенской установлена мемориальная доска.
- На территории Пушкинского машиностроительного завода, откуда ушёл добровольцем на фронт будущий Герой Советского Союза, также есть мемориальная доска.

Ещё одна мемориальная доска из мрамора (архитектор Егоров М. Ф.) была установлена в 1959 году на здании бывшей средней школы на углу Софийского бульвара, где сегодня располагается учебный центр ГУВД. На доске было указано: «Здесь учился Герой Советского Союза Евгений Петрович Котов с 1932 по 1939 гг.». Она существовала до ремонта здания в 1985 году, а затем была утрачена.
26 января 2004 года мемориальную доску Евгению Котову открывали во второй раз, на том же самом месте. На доске выбита новая надпись: «В этом здании окончил 7 классов средн. шк. ЕВГЕНИЙ КОТОВ 1923—1943. За подвиг в Великой Отечественной войне удостоен звания Героя Советского Союза посмертно».
Инициатором восстановления памятной доски Евгению Котову был известный ветеран войны, почётный гражданин Пушкина — Юрий Александрович Семёнов (ныне покойный). В торжественной церемонии открытия памятной доски принимали участие заместитель главы районной администрации Е. Н. Нестерова и председатель Совета ветеранов войны, труда и правоохранительных органов Л. А. Виноградов. Новая доска выполнена из гранита, на ней изображены портрет юного Жени Котова с надписью. Изготовила и установила мемориальную доску пушкинская фирма «Энозис» на собственные средства.
В честь Евгения Котова названа улица в микрорайоне Пулковское Пушкинского района. Данная улица располагается между Кокколевской улицей и Усть-Славянским шоссе. По состоянию на апрель 2025 года улица еще не действует, т.к. рядом ведётся застройка. 